# Visayaskräddarfågel
Visayaskräddarfågel (Orthotomus castaneiceps) är en fågel i familjen cistikolor inom ordningen tättingar.

## Utseende och läte
Visayaskräddarfågeln är en liten fågel med lång näbb och lång stjärt. Vingar och stjärt är olivgröna, medan nacke och rygg är grå. Undertill syns grått streckat bröst och ljus buk. Hjässan är roströd och benen tydligt orangefärgade. Sången består av en medelljus visslad melodi, återgiven på engelska som "plik-wood plick-wee", ibland avgiven i duett. Även nedåtböjda nasala grälande ljud kan höras.

## Utbredning och systematik
Visayaskräddarfågel delas in i två underarter:
- O. c. castaneiceps – förekommer i Filippinerna (Masbate, Panay, Guimaras, Bantayan och Ticao)
- O. c. rabori – förekommer på Negros (Filippinerna)

### Familjetillhörighet
Cistikolorna behandlades tidigare som en del av den stora familjen sångare (Sylviidae). Genetiska studier har dock visat att sångarna inte är varandras närmaste släktingar. Istället är de en del av en klad som även omfattar timalior, lärkor, bulbyler, stjärtmesar och svalor. Idag delas därför Sylviidae upp i ett antal familjer, däribland Cisticolidae.

## Status och hot
Arten har ett stort utbredningsområde, men tros minska i antal, dock inte tillräckligt kraftigt för att den ska betraktas som hotad. Internationella naturvårdsunionen IUCN listar arten som livskraftig (LC).

## Namn
Visayaöarna är en ögrupp i mellersta Filippinerna som omfattar bland annat öarna Panay, Negros, Cebu och Samar.